# Yassıçalı
Yassıçalı ist ein Ortsteil (Mahalle) im Landkreis Kozan der türkischen Provinz Adana mit 821 Einwohnern (Stand: Ende 2024). Im Jahr 2011 zählte Yassıçalı 979 Einwohner. Ein Trinkwassersystem sowie eine Kanalisation sind vorhanden. Eine asphaltierte Straße führt zu dem Dorf.

## Bildung
In dem Dorf befindet sich eine Grundschule.

## Wirtschaft
Landwirtschaft und Viehzucht wird betrieben. Allgemein wird Weizen und Mais gepflanzt.